# Kongō Gumi
Kongō Gumi Co., Ltd. (株式会社金剛組 Kabushiki Gaisha Kongō Gumi) var et firma i Japan, som var verdens ældste uafbrudt virkende firma, idet det eksisterede i over 1.400 år. Det var et familiejet selskab med hovedkvarter i Osaka, og det kunne føre sin historie tilbage til 578, hvor Prins Shotoku hentede medlemmer af Kongō-familien fra Baekje i det nuværende Korea og bragte dem til Japan for at de kunne opføre buddhisttemplet Shitennō-ji, som stadig findes. I århundredernes løb har Kongō Gumi medvirket i opførelsen af mange berømte bygninger, iblandt hvilke er Osaka Slot fra det 16. århundrede og Hōryū-ji i præfekturet Nara.
En over 3 meter lang skriftrulle fra det 17. århundrede viser firmaets slægtshistorie med oversigt over de mange generationerne helt tilbage til firmaets grundlæggelse og indeholder dermed viden om de i alt 40 generationer, som har været involveret i firmaets ledelse. Som det ofte er tilfældet i japanske familier, antog svigersønnerne familienavnet Kongō, hvorfor linjen førtes videre gennem enten en søn eller en datter af familien.
Firmaet havde økonomiske problemer lige før 2. verdenskrig, hvor oprustning havde højere prioritet end tempelbygning. Det blev da reddet, fordi en storm beskadigede det fem-etager høje Shitennō-ji tempel, som Kongō Gumi derefter fik til opgave at genopbygge.
Selskabet fik imidlertid atter økonomiske problemer og trådte i likvidation i januar 2006. Dets aktiver blev opkøbt af firmaet Takamatsu Corporation, som selv kan henvise til at have bestået i 250 år.  Så sent som året før likvidationen (dvs. i 2005) havde Kongō Gumi mere end 100 ansatte og en årlig omsætning på 7,5 milliarder ¥, svarende til ca. 53 millioner € (omkring 400 mio kr). Dets sidste chef var Masakazu Kongō,og han var den fyrretyvende Kongō i rækken. Pr. december 2006 eksisterer Kongō Gumi fortsat, men nu som et datterselskab, ejet af Takamatsu.